# Харсієс II
Харсієс II (д/н — бл. 800 до н. е.) — давньоєгипетський політичний діяч, верховний жрець Амона у Фівах та фактичний володар Верхнього Єгипту в 835—800 роках до н. е.

## Життєпис
Належав до XXII династії. Був онуком Харієса I, Верховного жреця Амона, що був сином Верховного жреця Шешонка та нащадком фараона Осокорна I. За однією з версій народився близько 865 року до н. е. Вперше ім'я Харсієса засвідчено на статуї CGC 42225, що датується часом правління фараона Осоркона II.
У 835 році до н. е. скористався тривалим розгардіяшем, що наступив після смерті Верховного жреця Німлота та наприкінці володарювання фараона Осоркона II. Ймовірно, він вступив на свою посаду, коли тодішній Верховний жрець Амона Такелот оголосив себе фараоном Такелотом II, десь протягом останніх 3 років царювання Осоркона II. Статуя CGC 42225 була присвячена особистому царському писарю Гору IX, ім'я якого також згадується на стінах храму «J» в Карнаку. Цей храм, своєю чергою, був зведений в останні роки правління Осоркона II, коли верховним жерцем Амона в Фівах був ще Такелот.
Верховний жрець Харсієс II також засвідчений на 6-му році правління Шешонка III і 18-му —19-му роках правління Петубаста I в «Текстах ніломер», що відповідає десь 801—800 рокам до н. е.
З так званих «Літописів Осоркона» в Карнаці відомо, що в цей час у Фівах через контроль над містом вибухнула тривала громадянська війна між силами Осоркона (майбутнього фараона Осоркона III) і Петубаста I, де Харсієс II став на бік останнього. Кожна зі сторін організувала свою конкуренту лінію жерців Амона, які залучали необхідні ресурси для підтримки зусиль з повалення противника.
Харсієс II був одним з останніх в лінійці жерців Петубаста I й помер до 23-го року царювання цього правителя, оскільки приблизно тоді цей фараон призначає новим Верховним жерцем Амона Такелота Е.